# Grandes Buttes
Les Grandes Buttes sont un massif de collines du sud-est du Nouveau-Brunswick.
Le massif s'étend de Memramcook, au sud, à Dieppe, au nord. Il mesure un peu plus de 20 kilomètres de long par au plus de 9 kilomètres de large. Il est délimité à l'ouest par la rivière Petitcodiac et à l'est par la rivière Memramcook, confluant à la pointe de Beaumont.
Au sud de Dieppe, plus précisément dans les environs du quartier de Ruisseau-au-Renard, les terres s'élèvent graduellement pour former le Plateau, culminant à près de 110 mètres d'altitude dans le quartier de La Montain de Memramcook. Les ruisseaux forment d'importants vallons sur les flancs. À la pointe de Beaumont se trouve le point culminant, comprenant quatre principaux sommets dont le plus important s'élève à 160 mètres d'altitude. Un autre sommet notable est la butte à Pétard, haute de 22 mètres, sur laquelle s'élève le quartier Saint-Joseph.
Les Grandes Buttes sont en partie boisées. Le bois communique au nord avec le bois de l'Aboujagane.
Les versants des Grandes Buttes, en particulier à Memramcook, sont utilisés pour l'agriculture. On y retrouve entre autres plusieurs vergers et vignobles.
Une croix de fer forgé a été construite à La Montain. Elle est illuminée la nuit.